# جون كورنفورث (لاعب كرة قدم)
جون كورنفورث (بالإنجليزية: John Cornforth)‏ هو مدرب كرة قدم ولاعب كرة قدم بريطاني في مركز الوسط، ولد في 7 أكتوبر 1967 في Whitley Bay ‏ في المملكة المتحدة. شارك مع منتخب ويلز لكرة القدم. أما مع النوادي، فقد لعب مع برمنغهام سيتي وسكونثورب يونايتد وسوانزي سيتي وشروزبري تاون وكارديف سيتي ونادي إكزتر سيتي ونادي بيتربورو يونايتد ونادي دونكاستر روفرز ونادي سندرلاند ونادي لينكولن سيتي وويكمب وندررز.